# Платоновская Академия
Платоновская Академия (др.-греч. Ἀκαδημία) — религиозно-философский союз, основанный Платоном (греч. Πλάτων) в 380-х годах до н. э. близ Афин в местности, названной в честь мифического героя Академа. В Академии разрабатывался широкий круг дисциплин: философия, математика, астрономия, естествознание и другие. 
В Академии было разделение на старших и младших. Основным методом обучения была диалектика (диалог).
Особая роль математики подчёркнута в девизе Академии: «Ἀγεωμέτρητος μηδεὶς εἰσίτω» [ageoːmetreːtos meːdeis eisitoː]— «Да не войдёт не знающий геометрии!».
В 529 году указом императора Юстиниана были закрыты все философские школы в Афинах.

## «Древняя» академия
Академия, по формулировке Диогена Лаэртия, представляла собой гимнасий, «расположенный в роще за городскими стенами [Афин] и названный в честь некоего героя Гекадема». Спустя некоторое время в этом парке, как сообщается, Платоном было возведено святилище Муз, или музеон. Спевсипп поставил туда статуи Граций. Имеются данные о том, что бо́льшая часть философских дискуссий проходила именно в публичном парке, либо на свежем воздухе, либо в каком-либо закрытом помещении в здании гимнасия (вилла, крытая галерея для застолий). Во время застолий (пиров-симпозиумов) Платон и его ученики пили вино, ели оливки и сушеные фиги.
Среди исследователей нет однозначной позиции, какой статус в Афинах имела Академия. Не существует достаточных оснований полагать как то, что она изначально представлялась как религиозное сообщество, так как для получения участка земли Платону пришлось зарегистрировать её как фиас, так и как частная школа. В процессе своего развития Академия приобрела статус элитной школы, в которой в основном учились молодые люди для дальнейших занятий политикой. Однако обучаться в ней мог любой желающий, так как обучение было бесплатным. Ученики могли вносить добровольную плату за получение знаний. В дальнейшем сколархи-последователи Платона взимали плату за обучение в качестве обязательной.

### Участники Первой Академии
Представители этой школы были последователями непосредственно Платона; находились под влиянием пифагореизма и способствовали развитию математики и астрономии. Согласно Диогену Лаэртскому непосредственными учениками Платона и, соответственно, первыми академиками были: Спевсипп, Ксенократ из Халкидона, Аристотель, Филипп Опунтский, Гестией Перинфский, Амикл Гераклейский, Эраст и Кориск Скепсийские, Тимолай Кизикийский, Евеон Лампсакский, Пифон и Гераклид Эносские, Деметрий Амфипольский, Гераклид Понтийский и многие другие, в том числе две женщины, Ласфения из Мантинеи и Аксиофея из Флиунта.
После смерти Платона Академию возглавил Спевсипп. По предположению ряда философов, в частности Г. Чернисса, Платон лично передал руководство школой в руки Спевсиппа, хотя в дальнейшем избрание руководителя Академии осуществлялось на собрании сколархов. Спевсипп был автором множества трактатов в области философии, диалектики, математики, уделял внимание естественным наукам. Однако из его трудов не сохранилось практически ничего, кроме ряда фрагментов. На основании ряда свидетельств учёные предполагают, что Спевсипп существенно отклонился от платонизма, склоняясь больше к пифагорейской традиции, что вызвало противоречия с другими выдающимися членами Академии, например с Аристотелем, который, по одной из версий, и покинул Академию из-за этого.
Следующим после Спевсиппа главой Академии стал Ксенократ Халкидонский. Он, в отличие от своего предшественника, старался сохранить в школе «платоновский дух», хотя сам, по свидетельствам ряда современников, в том числе Аристотеля, не был выдающимся мыслителем. Вероятно, что такое мнение о Ксенократе существует из-за того, что до современности дошли только названия его работ, которых, однако, немало. Ксенократ, по свидетельствам современников, отличался жёстким характером, был сторонником дисциплины. Поэтому на протяжении его 25-летнего руководства Академией дисциплина в ней существенно ужесточилась. Есть сведения о том, что Ксенократ составил устав школы, в котором регламентировалась внутриакадемическая деятельность учеников и преподавателей, а каждые 10 дней должен был избираться староста.

### Сколархи
1. Платон (греч. Πλάτων) (388—347 гг. до н. э.).
2. Спевсипп (греч. Σπεὐσιππος) (347—339 гг. до н. э.).
3. Ксенократ (339—314 гг. до н. э.).
4. Полемон (314—269 гг. до н. э.).
5. Кратет (269—266 гг. до н. э.).
6. Сократид

### Платоновское учение в ранней Академии
После смерти Платона его учение неоднократно подвергалось переосмыслению и критике в том числе со стороны его прямых наследников и ближайших учеников. Уже Спевсипп, второй владелец Академии после Платона, раскритиковал учение об идеях, считая его искусственным построением, и отказался от них в своей философской системе.
Попытки разработать теорию идей предпринял один из выдающихся учеников Академии Евдокс Книдский. Он, намереваясь выстроить на основе часто метафоричных сведений Платона об идеях стройную систему, предположил, что причастность вещей к идеям следует понимать как факт пребывания идей в каждой отдельной вещи.
Активной критике философия Платона подверглась со стороны Аристотеля. В таких его работах как «Топика», «Метафизика» содержится ряд отсылок к учению Платона, в которых он, в частности, критикует содержание диалога «Парменид», терминология которого не соотносится с той, которая применялась Платоном в неписаном учении («Метафизика» также является одним из источников сведений о неписаном учении Платона).

## Программа обучения
Обучение в Академии в начале её существования условно можно разделить на три направления: политика, математика и диалектика. В рамках каждого направления предполагался ряд дисциплин, которые осваивали ученики. В рамках политического направления ученики занимались поэтикой, риторикой, этикой. Труды первых сколархов в этой области, в частности Аристотеля, Гераклида Понтийского, Ксенократа, отличаются схожестью названий, что даёт основания учёным полагать, что это были не только заготовки для публичных лекций, но и результаты бесед с их учителем — Платоном.
Особое внимание отводилось второй по значимости дисциплине — математике, которая составляла целый корпус предметов. В рамках этой науки изучались арифметика, геометрия, астрономия и гармоника. На математическую школу Академии немалое влияние оказало пифагорейское учение. Первые сколархи активно изучали труды пифагорейцев, а также писали свои собственные, в которых повествовали об открытиях Пифагора или критиковали его учение (например, «Возражения на пифагорейцев» Аристотеля). Кроме того, математике уделялось много внимания и из-за отношения к ней самого Платона. Он полагал, что именно решение математических задач способствует активному мышлению, тренирует ум человека, подготавливает его к занятиям дисциплиной первого уровня — диалектикой. Члены Академии активно работали над основами математики, занимаясь, кроме всего прочего, разработкой системы базовых терминов.
Дисциплиной самого высшего уровня была философия, или диалектика. Информация о том, как обучение ей проходило в Академии, содержится в трактате Аристотеля «Топика». Исследователи полагают, что обучение диалектике проходило в форме диалогов, подобных платоновским. Паре учеников давалось то или иное утверждение, которое они должны были обосновать или опровергнуть. При этом, ход дискуссии корректировался опытными членами Академии и сколархами. Ученики в процессе спора использовали логические построения, теоретические аргументы, отводили особое внимание уточнению используемых терминов и различению оттенков значений. Существуют предположения, что к участию в подобных спорах допускались более опытные ученики, чтобы дискуссия проходила на высокоинтеллектуальном выдержанном уровне.
Диалектическое мышление также тренировалось путём выступления учеников с публичными докладами перед академической публикой. При этом, их повествование также строилось на принципах диалектики, они должны были рассматривать как утверждения, подтверждающие их позицию, так и опровергающие её, ставя тем самым себя в ситуацию необходимости «защиты своего логоса». Помимо этого, периодически устраивались публичные лекции для широкой аудитории.

### Деятельность Платона в Академии
В ранней Академии Платон был первым сколархом. Среди учёных нет однозначной позиции относительно того, каким образом он преподавал. По мнению Т. Слезака, Г. Кремера, К. Гайзера и других представителей и последователей тюбингенской традиции, Платон читал ученикам лекции, содержавшие его неписаное учение, которое предназначалось строго для учеников Академии. В рамках данной позиции можно говорить об «эзотерическом» характере преподавания в учебном заведении. В пользу этой позиции говорят и факты о том, что в ту эпоху эзотерический характер обучения философии был вполне традиционным, а кроме того, платоновская Академия испытывала сильное влияние пифагорейцев, которые также излагали своё учение строго «подходящим» слушателям. В этом случае диалогам Платона отводится второстепенная роль. Учёные этой школы отводят им лишь функцию опорных материалов для учеников, которые должны были помогать им припоминать то, что устно излагал учитель. В пользу такого описания подхода Платона к преподаванию говорит и его критика письменной речи во многих диалогах, а также в его седьмом письме.
Представители противоположной традиции, согласно которой Платон не имел никакой систематической математико-метафизической неписаной философии, полагают, что диалоги были главным инструментом обучения, применявшимся Платоном.
В 2024 году благодаря частичной расшифровки одного из папирусов Геркуланумской библиотеки, авторство которого как считается принадлежит Филодему, выяснилось что, Платон был похоронен в саду своей академии в Афинах, рядом с мусейоном или сацеллумом, небольшим храмом посвященным музам. Также в папирусе говорится, о последней ночи Платона, где сообщается, что несмотря на то, что Платон страдал от лихорадки, он критиковал за плохую игру флейтиста-варвара из Фракии. Эта информация говорит нам о двух вещах. Во-первых, что он был полностью греком, потому что, по их мнению, у варваров не было чувства ритма. И, во-вторых, что он был в ясном уме до последних часов своей жизни.

## Вторая академия
После того как Аркесилай стал сколархом, в Академии начал доминировать скептицизм, острие которого направляется против стоицизма.

### Сколархи
- Аркесилай (266—241 гг. до н. э.)
- Лакид из Кирены (241—215 гг. до н. э.)
- Эвандр из Фокиды
- Гегесин Пергамский

## «Новая», или Третья академия
- Карнеад (155—129 гг. до н. э.)
- Клитомах (129—110 гг. до н. э.)
- Филон из Лариссы (110-84 гг. до н. э.) — при нём в 87 г. до н. э. роща Академии была вырублена римским полководцем Суллой в период Митридатовых войн[12], а Филон эмигрировал в Рим, где его учениками стали Цицерон и Марк Теренций Варрон. Вероятно, до этого Митридат поставил в Академию статую Платона.

## Средний платонизм, или Четвёртая академия
Вслед за «скептическим» платонизмом 2-й и 3-й Академии приходит «эклектический» платонизм, основателем которой является Антиох из Аскалона. Отличительной особенностью 4-й Академии является синтез с аристотелизмом и стоицизмом. Этот платонизм лишь наследует традиции Академии, но развивается в разных центрах: Александрия, Афины, Рим. Его представителями были Апулей, Гален, Нумений, Плутарх, Филон Александрийский. В этике центральный пункт — это уподобление божеству, а в физике — различие Бога-творца и благого Бога, предвосхитившее философию гностицизма.
В 176 году римский император Марк Аврелий восстанавливает академию в Афинах. Сколархом новой школы становится Аттик — ученик Кальвена Тавра.

## Неоплатонизм, или Пятая академия
Основателем неоплатонизма является Плотин. Центром этого направления становится Египет, однако при Ямвлихе и Прокле неоплатонизм проникает в Афинскую Академию. На основании свидетельства Иоанна Малалы:

 В консульство того же самого Декия [529 г.] василевс послал в Афины указ, приказав, чтобы никто не преподавал философию, не толковал законы и не устраивал игрального притона ни в одном из городов— Иоанн Малала, Хронография, кн. XVIII
Правила из Кодекса, запрещающего язычникам преподавать под угрозой конфискации имущества и ссылки (Cod. Just. I. 5. 18. 4; I. 11. 10. 2), а также предисловия к Дигестам (Digesta Vol. I), в котором подразумевалось, что обучение праву могло осуществляться только в Константинополе, Риме и Бейруте, считается, что в 529 году император Юстиниан закрыл Платоновскую академию. В конце 531 — начале 532 годах 7 афинских философов во главе со схолархом академии Дамаскием перебрались в Персию. Однако уже в конце 532 года они вернулись обратно в Римскую империю.

## Академии Нового времени
В эпоху Возрождения была основана так называемая Платоновская академия в Кареджи близ Флоренции (1459—1521); её основателем и главой был Марсилио Фичино. В 1583 году во Флоренции была основана Академия делла Круска, а в 1603 году в Риме учреждена Академия рысеглазых, которая послужила прототипом современных академий наук.

## Влияние
В XVII веке идеи академического скептицизма пытался возродить французский философ Симон Фуше.